# Station Wyszomierz
Station Wyszomierz is een spoorwegstation in de Poolse plaats Wyszomierz.